# Blue Lagoon (zespół muzyczny)
Blue Lagoon – duet muzyczny pochodzący z Niemiec, powstały w 2004 roku w Stuttgarcie.

## Historia
Grupa Blue Lagoon została założona przez Patricię Gerndt i Davida O’Josepha. W 2004 roku duet wydał swój pierwszy singel zatytułowany „Break My Stride”, będący coverem utworu Matthew Wildera z 1983 roku o takim samym tytule. Piosenka szybko stała się przebojem, docierając m.in. do 2. miejsca niemieckiej listy przebojów Singlecharts. Drugi singel, cover utworu „Do You Really Want To Hurt Me?” zespołu Culture Club powtórzył sukces pierwszego, docierając do 13. pozycji listy. W międzyczasie pojawił się pierwszy długogrający album zespołu zatytułowany Clublagoon, na którym znalazły się zarówno utwory coverowe, jak i zupełnie nowe, premierowe kompozycje napisane przez Davida O’Josepha.
Drugi album Sentimental Fools został wydany 12 stycznia 2007 roku przez wydawnictwo muzyczne Kosmo Records. Pierwszym singlem promującym płytę został utwór „Heartbreaker”, w przeszłości wykonywany m.in. przez zespół Bee Gees czy też piosenkarkę Dionne Warwick. Kolejnymi singlami z albumu zostały utwory „Isle of Paradise” oraz „What Becomes of the Broken Hearted”.
W 2010 roku grupa wydała album kompilacyjny Perfect Summer, zawierający największe przeboje zespołu.

## Dyskografia

### Albumy
| Rok                            | Tytuł                                                               | Pozycja na liście | Pozycja na liście | Pozycja na liście |
| Rok                            | Tytuł                                                               | GER               | SWI               | SWE               |
| ------------------------------ | ------------------------------------------------------------------- | ----------------- | ----------------- | ----------------- |
| 2005                           | Clublagoon - Data: 18 maja 2005 - Wydawca: Kosmo Records            | 33                | 83                | 36                |
| 2007                           | Sentimental Fools - Data: 12 stycznia 2007 - Wydawca: Kosmo Records | —                 | —                 | —                 |
| 2010                           | Perfect Summer - Data: 11 czerwca 2010 - Wydawca: Kosmo Records     | —                 | —                 | —                 |
| "—" pozycja nie była notowana. |                                                                     |                   |                   |                   |

### Single
| Rok                            | Tytuł                                | Pozycja na liście | Pozycja na liście | Pozycja na liście | Pozycja na liście | Pozycja na liście | Pozycja na liście | Pozycja na liście | Pozycja na liście | Pozycja na liście | Album             |
| Rok                            | Tytuł                                | GER               | SWI               | DNK               | SWE               | BEL               | FRA               | HUN               | FIN               | AUT               | Album             |
| ------------------------------ | ------------------------------------ | ----------------- | ----------------- | ----------------- | ----------------- | ----------------- | ----------------- | ----------------- | ----------------- | ----------------- | ----------------- |
| 2004                           | „Break My Stride”                    | 2                 | 15                | 10                | 4                 | 49                | 18                | —                 | —                 | 6                 | Clublagoon        |
| 2005                           | „Do You Really Want to Hurt Me?”     | 13                | 32                | 11                | 29                | —                 | —                 | 35                | —                 | 21                | Clublagoon        |
| 2005                           | „Now That We Found Love”             | —                 | —                 | —                 | 48                | —                 | —                 | —                 | —                 | —                 | Clublagoon        |
| 2005                           | „Heartbreaker”                       | 22                | 57                | —                 | 54                | —                 | —                 | 34                | —                 | 25                | Sentimental Fools |
| 2006                           | „Isle of Paradise”                   | 29                | —                 | —                 | —                 | —                 | —                 | —                 | 13                | —                 | Sentimental Fools |
| 2006                           | „What Becomes of the Broken Hearted” | 61                | —                 | —                 | —                 | —                 | —                 | —                 | —                 | —                 | Sentimental Fools |
| 2008                           | „Wild World”                         | 93                | —                 | —                 | —                 | —                 | —                 | —                 | —                 | —                 | singel radiowy    |
| "—" pozycja nie była notowana. |                                      |                   |                   |                   |                   |                   |                   |                   |                   |                   |                   |